# Christian Gotthold Hoffmann
Christian Gotthold Hof(f)mann (* 1713 in Elterlein; † vermutlich vor 1778 in Dresden) war ein deutscher (sächsischer) Finanzbeamter und Privatgelehrter. Er machte die Bauerngelehrten Johann Ludewig und Johann Georg(e) Palitzsch bekannt und veröffentlichte Anfang 1759 die erste Nachricht vom Halleyschen Kometen.

## Leben
1750 war er Adjunkt des Generalakzisekommissars und unternahm Versuche mit einem Brennspiegel aus Metall, wozu er u. a. eine Silberstufe vom Gegenglückstolln aus Johanngeorgenstadt benutzte.
Er wurde als Botaniker, Geologe und Meteorologe geschätzt und zitiert.
Im Begleittext des „gelehrten Bauern“ (1756) beschrieb er seine Beweggründe, talentierte Menschen „niederen Standes“ zu entdecken und zu fördern.
Er wollte die Bildung in deutscher Sprache unterstützen und zeigen, dass es bei der Volksaufklärung durch Mathematik und die „vernünftige“ Philosophie von Christian Wolff „nur auf das Wollen ankomme“.
In Briefen von Christiane Caroline Lucius an Christian Fürchtegott Gellert, die das gesellschaftliche Leben in Dresden nach der augusteischen Glanzzeit überliefert haben, wird auch Hoffmann mehrfach erwähnt (z. B.):

„Der AccisRath Hofmann hat mich gebeten daß ich ihn Ihnen gehorsamst empfehlen möchte. Er hätte Ihnen, als er an der Ostermeße in Leipzig gewesen, gern aufwarten wollen…bittet er Sie, ihm  einen verständigen Mann für seinen Knaben zum Hofmeister heraufzuschicken … Ich weis nicht, liebster Profeßor, ob sie es wißen, und ich sage es Ihnen ganz im Vertrauen, daß Hofmann in Verdacht ist, als ob er in der Religion unrichtige Grundsätze angenommen…“

„…und sich von seiner Philosophie zum Nachtheil der heiligen Wahrheiten hätte einnehmen lassen. Ich weiß es ganz gewiß, daß viel Ungegründetes von ihm gesprochen wird, und daß man ihn ohne weitere Untersuchung, weil er den öffentlichen Gottesdienst versäumt, zum Freygeiste macht. Ganz ohne Religion ist Hofmann nicht; aber schon dieser Verdacht, in dem er steht, und vielleicht Irrthümer, die er annehmen mag, lassen mich wünschen, daß sein Sohn in die Hände eines Mannes kommen möchte, der die Religion dergestalt in seiner Seele befestigte, daß er eher Mitleiden mit seinem Vater haben, als Lust bekommen möchte, ihm nachzuahmen…“

## Veröffentlichungen
- Ordinis ivre consvltorvm in academia Vitembergensi h. t. decanvs, Godofredvs Lvdovicvs Mencken, ictvs …. Einladung zur Verteidigung der jur. Diss. von Christian Gotthold Hoffmann am 9. Mai 1740, enthält Biografie ab Seite XII (lat.) (digitale-sammlungen.de).
- Dissertatio Inauguralis Iuridica De Bonorum Universitatis Et Praecipue Curiarum Alienatione. Wittenberg 1740 (slub-dresden.de).
- Nachricht von des königlichen Hof- und Modelltischers Herrn Peter Hösens, zu Dresden … Brennspiegel …. In: Hamburgisches Magazin. 5. Band, 1750, S. 269–288.
- Erfahrungen vom Leuchten der  Scharfenberger Blende. In: Hamburgisches Magazin. 5. Band, 1750, S. 288–306 und S. 441–443.
- Abhandlung vom Plauischen Grund bey Dreßden …. In: Neue Versuche nützlicher Sammlungen zur Natur- und Kunst-Geschichte, sonderlich von Ober-Sachßen, 1752. 2(13), S. 51–84 (kreidefossilien.de SLUB)
- Fortgesetzte Nachricht vom Plauischen Grunde. 2(14), S. 95–106 (kreidefossilien.de).
- Nachricht von der auserordentlichen großen Kälte im Januar und Febr. 1755 In: Dreßdnische (Dresdner) gelehrte Anzeigen, 1755. (1755), S. 81–92.
- Der gelehrte Bauer, Dresden, 1756 (Uni-Halle).
- Nachricht von dem Cometen, welcher seit dem 25. Dec. 1758 gesehen wird. In: Dreßdnische Gelehrte Anzeigen. II. Stück, 1759, S. 17–22.